# Wim Hanse
Willem Hansen (Haarlem, 5 februari 1924 – aldaar, 19 oktober 1967), in de voetbalwereld beter bekend als Wim Hanse, was een Nederlands voetballer. Hij kwam tussen de jaren 1939 en 1949 uit voor Racing Club Haarlem. 

## Loopbaan
Op 16-jarige leeftijd maakte Wim Hanse zijn debuut voor Racing Club Haarlem (R.C.H.) tijdens de uitwedstrijd tegen Koninklijke HFC. Door vier doelpunten van de jonge Hanse won R.C.H. deze wedstrijd met 1-4. Na de 5-0 overwinning op BVV De Kennemers nam Hanse plaats in het vaste elftal als middenvoor.
In het seizoen 1941/42 werd R.C.H. kampioen en speelde daardoor play-offs voor promotie tegen De Volewijckers en VV DOS. Het lukte de club niet om te promoveren, door twee nederlagen. Een andere tegenslag voor het team van Hanse was het feit dat in de late fase van de Tweede Wereldoorlog de Duitse bezetters steeds meer jonge mannen nodig hadden, en er dus enkele teamgenoten van Hanse naar Duitsland werden gestuurd of verdwenen in het seizoen 1943/44.
In datzelfde seizoen moest het elftal, door plotse ontbreking van vervoermiddelen vanuit Amsterdam, bijna 2 uur lopen naar Oostzaan. Ondanks dat werd er een bijzondere overwinning geboekt van 5-1. Het volgende seizoen 1944/45 werd vroegtijdig afgeblazen vanwege de Hongerwinter.
Na de bevrijding beleefde R.C.H. een aantal goede seizoenen in de Tweede klasse, met als hoogtepunt het seizoen 1948/49. Hanse wist in de beslissende wedstrijd tegen RKVV Velsen het winnende doelpunt te maken, waarmee R.C.H. kampioen was van de Tweede klasse en mee mocht doen aan de promotiewedstrijden. De eerste drie wedstrijden van de promotiecompetitie won de club overtuigend, maar door de daaropvolgende twee nederlagen, was de overwinning op D.H.C. op 1 mei 1949 noodzakelijk. Hanse scoorde in deze wedstrijd maar liefst 4 doelpunten, en door zijn assist op Koster sloot R.C.H. de wedstrijd af met 5-1 op het scorebord. Na 12 jaar was het Racing Club Haarlem gelukt om terug te keren in de Eerste klasse, het hoogste niveau van het Nederlands voetbal.
Wim Hanse speelde nog 4 wedstrijden mee in 1949/50. Enkele dagen na de overwinning op SC 't Gooi, werd een ziekte vastgesteld waardoor Hanse’s voetbalcarrière erop zat. Zijn positie als middenvoor werd overgenomen door Klaas de Boer. Hanse werd als aanvalsleider ten zeerste gemist bij de club, zoals blijkt uit de volgende tekst die over hem werd geschreven in het jubileumblad uit 1951: “Negen jaar lang heeft hij bij ons middenvoor gestaan en ontelbare malen heeft hij gedaan, wat van een middenvoor verwacht wordt: goals maken. Hij had een bijzonder felle sprint en kon in volle vaart zuiver inschieten, waarbij hij geen voorkeur had voor linker- of rechterbeen. Zijn hele lichaam was als het ware op goals maken ingesteld, want met zijn hoofd scoorde hij even gemakkelijk als met zijn benen. Jarenlang vormde hij, met de grote technici Biesbrouck en De Wette, een bijna ideaal binnentrio. Voor een niet gering deel was onze promotie zijn werk en daarom is het zo dubbel jammer, dat hij slechts enkele wedstrijden in de Eerste klasse kon meedoen.”
Hanse scoorde in zijn tijd bij R.C.H. 178 doelpunten in 168 wedstrijden, en was in alle jaren dat hij voor de club speelde de topscorer van het team. Ondanks zijn korte carrière, is Hanse dus niet weg te denken uit de geschiedenis van R.C.H. en de Haarlemse voetbalwereld. Hij werd in 1953 benoemd tot lid van verdienste van zijn oude club. Wim Hanse overleed op 19 oktober 1967, op 43-jarige leeftijd. Hij liet een vrouw en twee dochters achter.

## Doelpunten en statistieken
| Seizoen         | Club                | Land               | Competitie      | Competitie | Competitie | Play-offs | Play-offs | Totaal | Totaal |
| Seizoen         | Club                | Land               | Competitie      | Wed.       | Dlp.       | Wed.      | Dlp.      | Wed.   | Dlp.   |
| --------------- | ------------------- | ------------------ | --------------- | ---------- | ---------- | --------- | --------- | ------ | ------ |
| 1939/40         | Racing Club Haarlem | Vlag van Nederland | Tweede klasse   | 1          | 0          | -         | -         | 1      | 0      |
| 1940/41         | Racing Club Haarlem | Vlag van Nederland | Tweede klasse   | 16         | 15         | -         | -         | 16     | 15     |
| 1941/42         | Racing Club Haarlem | Vlag van Nederland | Tweede klasse   | 22         | 23         | 4         | 0         | 26     | 23     |
| 1942/43         | Racing Club Haarlem | Vlag van Nederland | Tweede klasse   | 18         | 18         | -         | -         | 18     | 18     |
| 1943/44         | Racing Club Haarlem | Vlag van Nederland | Tweede klasse   | 20         | 24         | -         | -         | 20     | 24     |
| 1944/45         | Racing Club Haarlem | Vlag van Nederland | Tweede klasse   | -          | -          | -         | -         | -      | -      |
| 1945/46         | Racing Club Haarlem | Vlag van Nederland | Tweede klasse   | 20         | 27         | -         | -         | 20     | 27     |
| 1946/47         | Racing Club Haarlem | Vlag van Nederland | Tweede klasse   | 20         | 22         | -         | -         | 20     | 22     |
| 1947/48         | Racing Club Haarlem | Vlag van Nederland | Tweede klasse   | 20         | 24         | -         | -         | 20     | 24     |
| 1948/49         | Racing Club Haarlem | Vlag van Nederland | Tweede klasse   | 17         | 18         | 6         | 7         | 23     | 25     |
| 1949/50         | Racing Club Haarlem | Vlag van Nederland | Eerste klasse   | 4          | 0          | -         | -         | 4      | 0      |
| Carrière totaal | Carrière totaal     | Carrière totaal    | Carrière totaal | 158        | 171        | 10        | 7         | 168    | 178    |